# Wolfshorn (Wasgau)
Das Wolfshorn ist ein Berg im Pfälzerwald.

## Geographie

### Lage
Der Berg liegt innerhalb des Wasgaus, wie der südliche Teil des Pfälzerwald genannt wird, auf Gemarkung der Ortsgemeinden Busenberg, Erfweiler, Hauenstein und Schwanheim. Er ist Bestandteil eines langgezogenen Bergkamms. an seinem Fuß entspringt im Stephanstal die Queich.

### Naturräumliche Zuordnung
1. Großregion 1. Ordnung: Schichtstufenland beiderseits des Oberrheingrabens
2. Großregion 2. Ordnung: Pfälzisch-saarländisches Schichtstufenland
3. Großregion 3. Ordnung: Pfälzerwald
4. Region 4. Ordnung (Haupteinheit): Wasgau
5. Region 5. Ordnung: Dahner Felsenland

## Natur
Auf dem Wolfshorn befindet sich mit dem Schweinsfels eine Felsformation, die zugleich den höchsten Punkt des Berges bildet.

## Tourismus
An seiner Nordwestflanke befindet sich das Wanderheim Dicke Eiche. Der Gipfel selbst ist nicht auf Waldwegen erreichbar; Ausgangspunkte sind Schwanheim oder Bärenbrunnerhof. Über den Berg verlaufen mehrere Wanderwege, beispielsweise einer, der der mit einem blau-gelben Balken markiert ist und unter anderem die Verbindung mit Lauterecken und Sankt Germanshof schafft. Ein weiterer ist mit einem roten Punkt markiert und führt von Hertlingshausen bis südlich von Bobenthal unmittelbar an die Grenze zu Frankreich. Zudem existiert ein Wanderweg mit der Kennzeichnung „grün-blauer Balken“, der von Göllheim nach Eppenbrunn verläuft.

## Beschaffenheit
Beim Wolfshorn handelt es sich um einen prägnanten Kegelrückenberg. Er ist vollständig bewaldet, wobei Mischwald dominiert.